# Life Is Strange: True Colors
Life Is Strange: True Colors es un videojuego episódico de aventura gráfica desarrollado por Deck Nine y publicado por Square Enix. 
A pesar de que se confirmó que seguiría el formato episódico característico de la franquicia, Life Is Strange: True Colors fue lanzado en su totalidad el 10 de septiembre de 2021.

## Jugabilidad
Life Is Strange: True Colors es una aventura gráfica que se juega desde una vista en tercera persona. El jugador puede explorar varios lugares en el escenario ficticio de Haven Springs y comunicarse con personajes no jugables a través del sistema de conversación basado en árboles de diálogo.

## Trama
Alex Chen, una chica de 21 años asiático-americana se adentra en el pueblo de Haven Springs, el cual se encuentra en medio de las montañas. En este lugar se reúne con su hermano Gabe, al cual no veía hace 8 años. Sin embargo, luego de la misteriosa muerte de su hermano, Alex se da a la tarea de investigarla, negándose a la idea de que fue un accidente, contando esta con un poder de empatía psíquica, el cual le permite leer, sentir y manipular las emociones de otras personas. A su vez, Alex tendrá dos potenciales intereses amorosos, Ryan y Steph, la última habiendo aparecido en la precuela del juego original Life is Strange: Before the Storm.

## Desarrollo
Deck Nine, quien había previamente desarrollado la precuela del primer juego Before the Storm, comenzó a trabajar en True Colors en 2017. El 18 de marzo de 2021, Square Enix reveló el juego como parte de una presentación digital en vivo, junto con el anuncio de versiones remasterizadas del juego original Life Is Strange y su precuela Before the Storm que serán lanzadas más adelante en 2021. Erika Mori interpreta a Alex a través de una completa captura de movimiento.
En una entrevista en 2019, Dontnod Entertainment, el desarrollador de los anteriores dos juegos principales de la serie, expresó interés en el futuro de la franquicia, además de señalar que optarían por nuevos personajes, explicando sin embargo que los derechos pertenecen a Square Enix y que las decisiones de la franquicia a futuro son de ellos. Con el anuncio de True Colors, Eurogamer afirmó que el tiempo de Dontnod con la franquicia había terminado y que la franquicia de Life Is Strange había pasado a manos Deck Nine.
La banda sonora del juego contiene una versión de la canción "Creep" de la banda Radiohead, realizada por la cantautora mxmtoon, quien también proporciona la voz de cantante de Alex. Otros artistas presentes son Novo Amor, Phoebe Bridgers y Gabrielle Aplin.

## Lanzamiento
El juego fue lanzado el 10 de septiembre de 2021 para Windows, PlayStation 4, PlayStation 5, Xbox Series X y Series S y Google Stadia. A diferencia de los anteriores juegos de la franquicia, los cuales tuvieron distintas fechas para el lanzamiento de cada episodio, este será lanzado en su totalidad de una vez. El juego estará dividido en 5 episodios, dejando a elección del jugador en qué momento jugarlo en su totalidad. El juego tendrá disponible una "Standard Edition", la cual contiene el juego base, una "Deluxe Edition", la cual contiene una historia exclusiva llamada "Wavelengths" protagonizada por Steph y una "Ultimate Edition" con versiones remasterizadas de Life Is Strange y Before the Storm.

## Recepción
Life Is Strange: True Colors recibió críticas positivas en Metacritic.